# Sorel-Moussel
Sorel-Moussel ist eine französische Gemeinde mit 1.782 Einwohnern (Stand: 1. Januar 2022) im Département Eure-et-Loir in der Région Centre-Val de Loire in Frankreich. Sie gehört zum Kanton Anet und zum Gemeindeverband Agglo du Pays de Dreux. Sorel-Moussel liegt an der Grenze zu den Regionen Normandie und Île-de-France.

## Geografie
Sorel-Moussel liegt etwa 75 Kilometer westlich von Paris. Der Eure begrenzt die Gemeinde im Norden und Westen. Umgeben wird Sorel-Moussel von den Nachbargemeinden Croth im Norden und Nordwesten, Saussay im Norden und Nordosten, Anet im Osten und Nordosten, Rouvres im Osten, Abondant im Süden sowie Marcilly-sur-Eure im Westen.

## Bevölkerungsentwicklung
| Jahr                       | 1962 | 1968 | 1975 | 1982 | 1990 | 1999 | 2006 | 2018 |
| -------------------------- | ---- | ---- | ---- | ---- | ---- | ---- | ---- | ---- |
| Einwohner                  | 0848 | 0822 | 0894 | 1011 | 1317 | 1479 | 1810 | 1783 |
| Quellen: Cassini und INSEE |      |      |      |      |      |      |      |      |

## Kultur und Sehenswürdigkeiten
- Kirche Saint-Nicolas in Sorel aus dem 16. Jahrhundert
- Kirche Saint-Roch in Moussel aus dem 18. Jahrhundert
- Schloss Sorel aus dem 16./17. Jahrhundert, seit 1962 Monument historique
- Archäologische Fundstelle Fort Harrouard, seit 1934 Monument historique
- Dolmen und Polissoir de la Ferme Brûlée, seit 1951 Monument historique
- Waschhaus

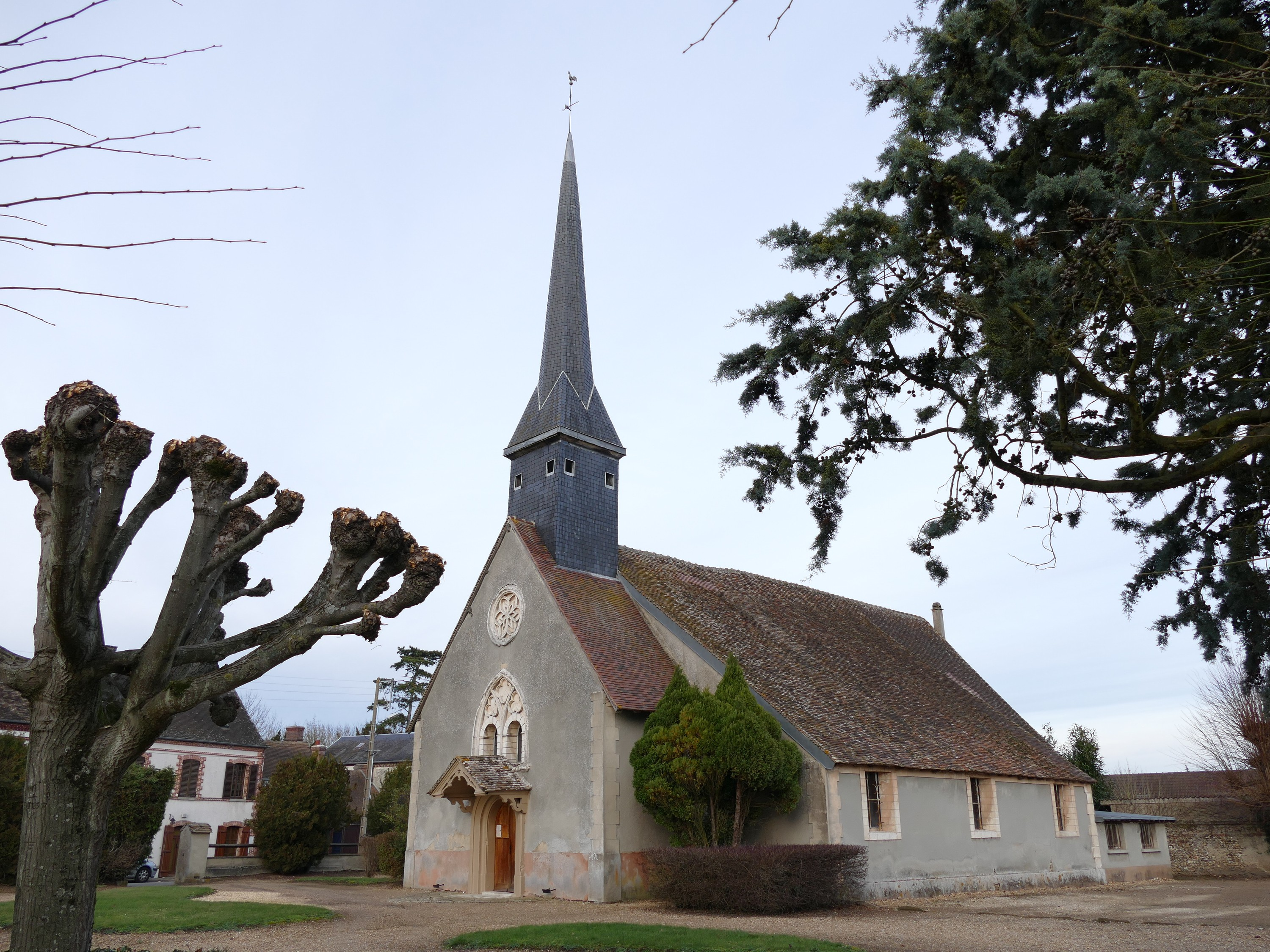
Kirche Saint-Roch
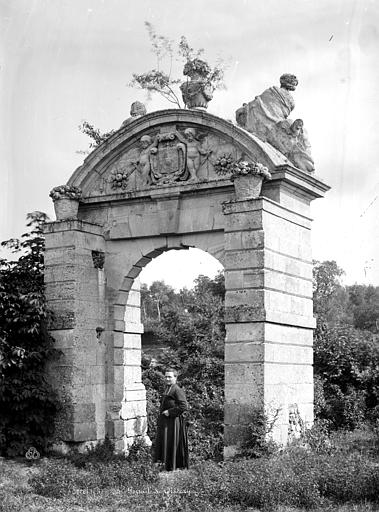
Tor des Schlosses Sorel
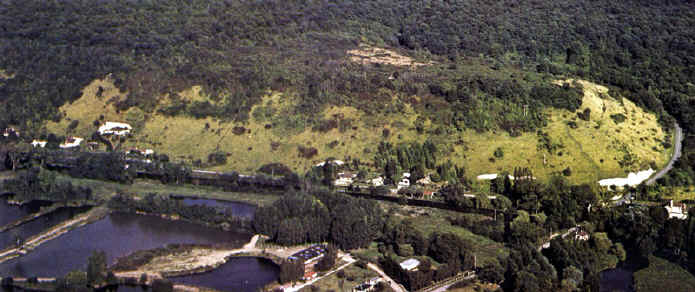
Blick auf die Archäologische Fundstelle bei Le Fort-Harrouard
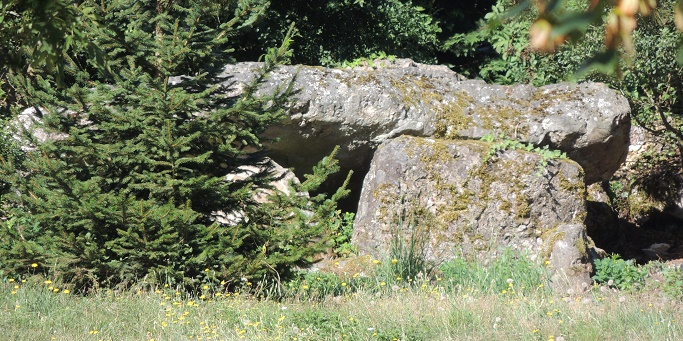
Dolmen de la Ferme Brûlée

## Persönlichkeiten
- Étienne Le Rallic (1891–1968), Zeichner